# Arvidus Erici
Arvidus Erici, död 1604 i Hällestads församling, var en svensk präst.

## Biografi
Arvidus Erici blev 1575 kyrkoherde i Hällestads församling. Han blev 1593 kontraktsprost i Bergslags kontrakt och avled 1604 i Hällestads församling.
Erici skrev under liturgin 1577 och Uppsala möte 1593.